# Wetaskiwin
Wetaskiwin est une petite cité de la province de l'Alberta, au Canada. Elle est située à 70 km au sud de la capitale Edmonton. Son nom vient du mot Cris wītaskīwin-ispatinaw signifiant « les montagnes où la paix fut faite ».

## Démographie
| 2001   | 2006   | 2011   | 2016   |
| ------ | ------ | ------ | ------ |
| 11 154 | 11 673 | 12 525 | 12 655 |

## Reynolds-Alberta Museum
À Wetaskiwin se trouve le Reynolds-Alberta Museum, un très grand musée voué à célébrer l'esprit de la machine.
|  |